# Superammasso di Ercole
Con Superammasso di Ercole ci si riferisce a due superammassi di galassie visibili nella costellazione di Ercole.
In confronto ad altri superammassi locali, quello di Ercole è considerato particolarmente vasto, avendo un diametro all'incirca di 330 milioni di anni luce. Accanto al superammasso è situato il Supervuoto Locale Settentrionale, che ha circa le stesse dimensioni dei superammassi.
La regione include gli ammassi di galassie Abell 2147, Abell 2151 (Ammasso di Ercole), e Abell 2152. Inoltre un lungo filamento di galassie connette questi ammassi alla coppia Abell 2197 e Abell 2199.
Il Superammasso di Ercole è situato vicino al Superammasso della Chioma e fa parte della Grande Muraglia.
Il centro gravitazionale dell'ammasso, cui si riferiscono le coordinate, è situato all'interno della costellazione del Serpente.
| Nome       | R.A. (J2000)  | Dec (J2000)  | Numero galassie | Redshift (z) | Distanza in milioni di anni luce | Nomi alternativi                      |
| ---------- | ------------- | ------------ | --------------- | ------------ | -------------------------------- | ------------------------------------- |
| Abell 2040 | 15h 12m 45.2s | +07° 25′ 48″ | 52              | 0,0460       | 604                              | ClG 1510.3+0737, BAX 228.1884+07.4300 |
| Abell 2052 | 15h 16m 44.0s | +07° 01′ 07″ | 73              | 0,035491     | 471                              | ClG 1514.3+0712, MCXC J1516.7+070     |
| Abell 2055 | 15h 18m 45.6s | +06° 13′ 52″ | 40              | 0,101964     | 1.280                            | ClG 1516.3+0624, MCXC J1518.7+0613    |
| Abell 2063 | 15h 23m 01.8s | +08° 38′ 22″ | 79              | 0,034937     | 464                              | ZwCl 1521.2+0851, ClG 1520.6+0849     |
| Abell 2107 | 15h 39m 38.4s | +21° 47′ 20″ | 68              | 0,041148     | 541                              | ClG 1537.6+2156, MCXC J1539.6+2147    |
| Abell 2147 | 16h 02m 18.7s | +16° 01′ 12″ | 52              | 0,0350       | 461                              | ClG 1600.0+1603, MCXC J1602.3+1601    |
| Abell 2148 | 16h 03m 19.8s | +25° 27′ 13″ | 41              | 0,08766      | 1.109                            | ZwCl 1600.9+2528, MCXC J1603.0+2524   |
| Abell 2151 | 16h 05m 15.0s | +17° 44′ 55″ | 129             | 0,03660      | 482                              | Ammasso di Ercole, ClG 1603.0+1753    |
| Abell 2152 | 16h 05m 32.2s | +16° 26′ 31″ | 60              | 0,04100      | 537                              | ZwCl 1603.0+1639, ClG 1603.1+1635     |
| Abell 2162 | 16h 12m 30.0s | +29° 32′ 23″ | 37              | 0,03220      | 424                              | ClG 1610.5+2940, BAX 243.1250+29.5398 |
| Abell 2197 | 16h 28m 10.4s | +40° 54′ 26″ | 73              | 0,03080      | 405                              | ClG 1626.5+4101, MCXC J1627.6+4055    |
| Abell 2199 | 16h 28m 38.0s | +39° 32′ 55″ | 137             | 0,030151     | 397                              | ClG 1626.9+3938, MCXC J1628.6+3932    |